# Маршалска Острва на Светском првенству у атлетици у дворани 2014.
Маршалска Острва су учествовала на Светском првенству у атлетици у дворани 2014.одржаном у Сопоту од 7. до 9. марта  Репрезентацију Маршалских Острва на њеном трећем учествовању на светским првенствима у дворани представљао је један атлетичар који се такмичио у трци на 60 метара.,
На овом првенству Маршалска Острва нису освојила ниједну медаљу али је остварен лични рекорд.

## Учесници
Мушкарци:
- Jamodre Lalita — 60 м

## Резултати

### Мушкарци
| Атлетичар      | Дисциплина | Лични рекорд | Квалификације | Квалификације | Полуфинале           | Полуфинале           | Финале               | Финале       | Детаљи |
| Атлетичар      | Дисциплина | Лични рекорд | Резултат      | Место         | Резултат             | Место                | Резултат             | Место        | Детаљи |
| -------------- | ---------- | ------------ | ------------- | ------------- | -------------------- | -------------------- | -------------------- | ------------ | ------ |
| Jamodre Lalita | 60 м       |              | 7,72 ЛР       | 8. у гр. 4    | Није се квалификовао | Није се квалификовао | Није се квалификовао | 43 / 43 (44) |        |